# Barnamorden i Betlehem
Barnamorden i Betlehem är en episod i Nya testamentet som inträffade vid tiden för Jesus födelse. I Matteusevangeliets andra kapitel  berättas att kung Herodes fått veta av stjärntydare att en nyfödd utanför hans egen släkt skulle bli kung. För att förhindra detta lät han döda alla gossebarn under två års ålder i trakten kring Betlehem. Jesus undkom dock efter att den heliga familjen lyckats fly till Egypten.
| ”                           | När Herodes märkte att han hade blivit lurad av stjärntydarna blev han ursinnig, och han lät döda alla gossar i Betlehem och dess omnejd som var två år eller därunder; det var den tid han hade fått fram genom att fråga ut stjärntydarna. Då uppfylldes det som sagts genom profeten Jeremia: 'Rop hörs i Rama, gråt och högljudd klagan: Rakel begråter sina barn, hon låter inte trösta sig, ty de finns inte mer'. | „ |
| – Matteusevangeliet 2:16–18 | |   |

Den 28 december högtidlighålls händelsen, en dag som i Sverige benämns "värnlösa barns dag" och i Finland (och före år 2000 även i Sverige) "menlösa barns dag".

## I konsten
Barnamorden i Betlehem är ett vanligt motiv i den västerländska konsten. 

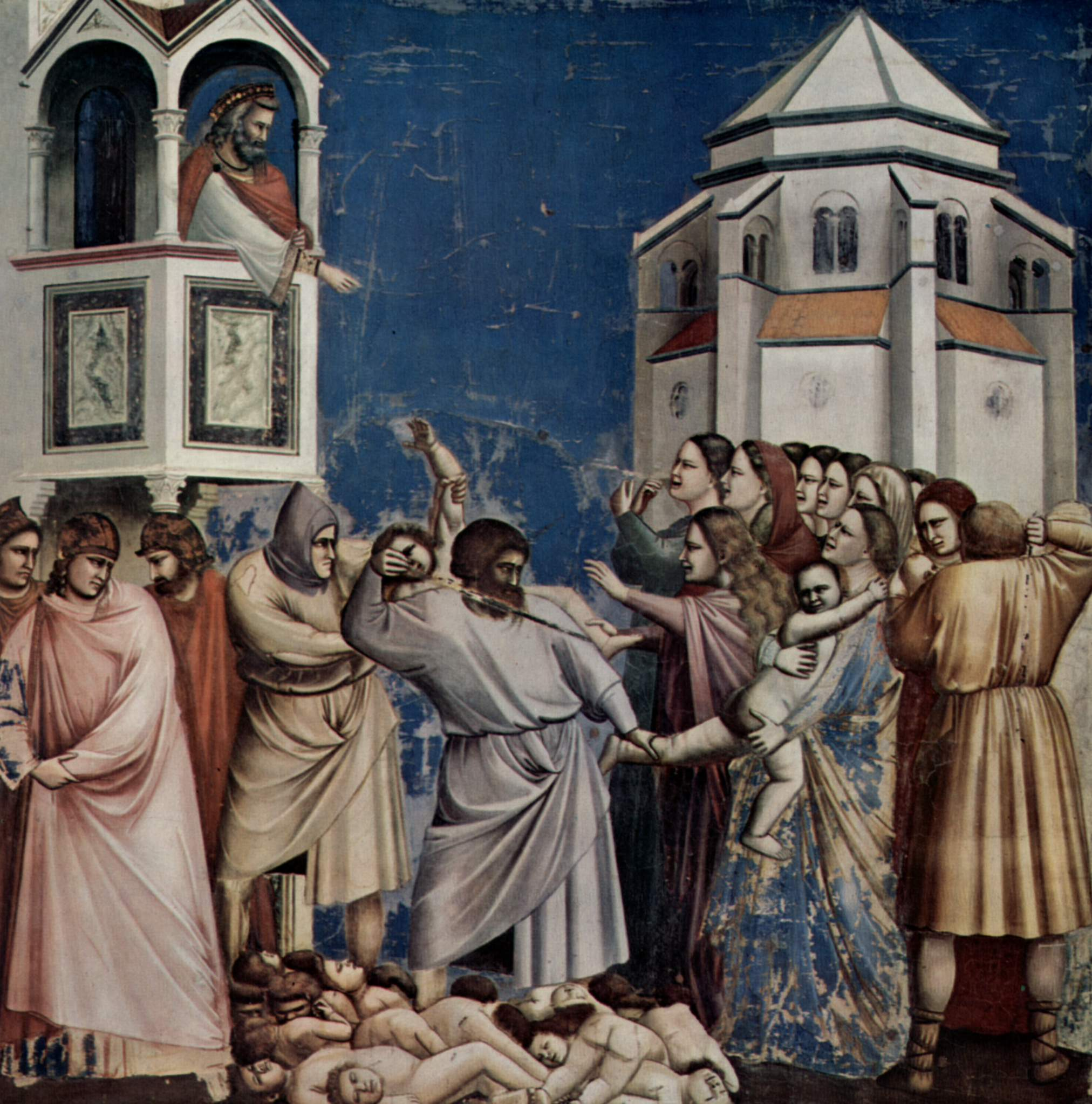
Giotto (omkring år 1305), fresk i Scrovegnikapellet i Padua.
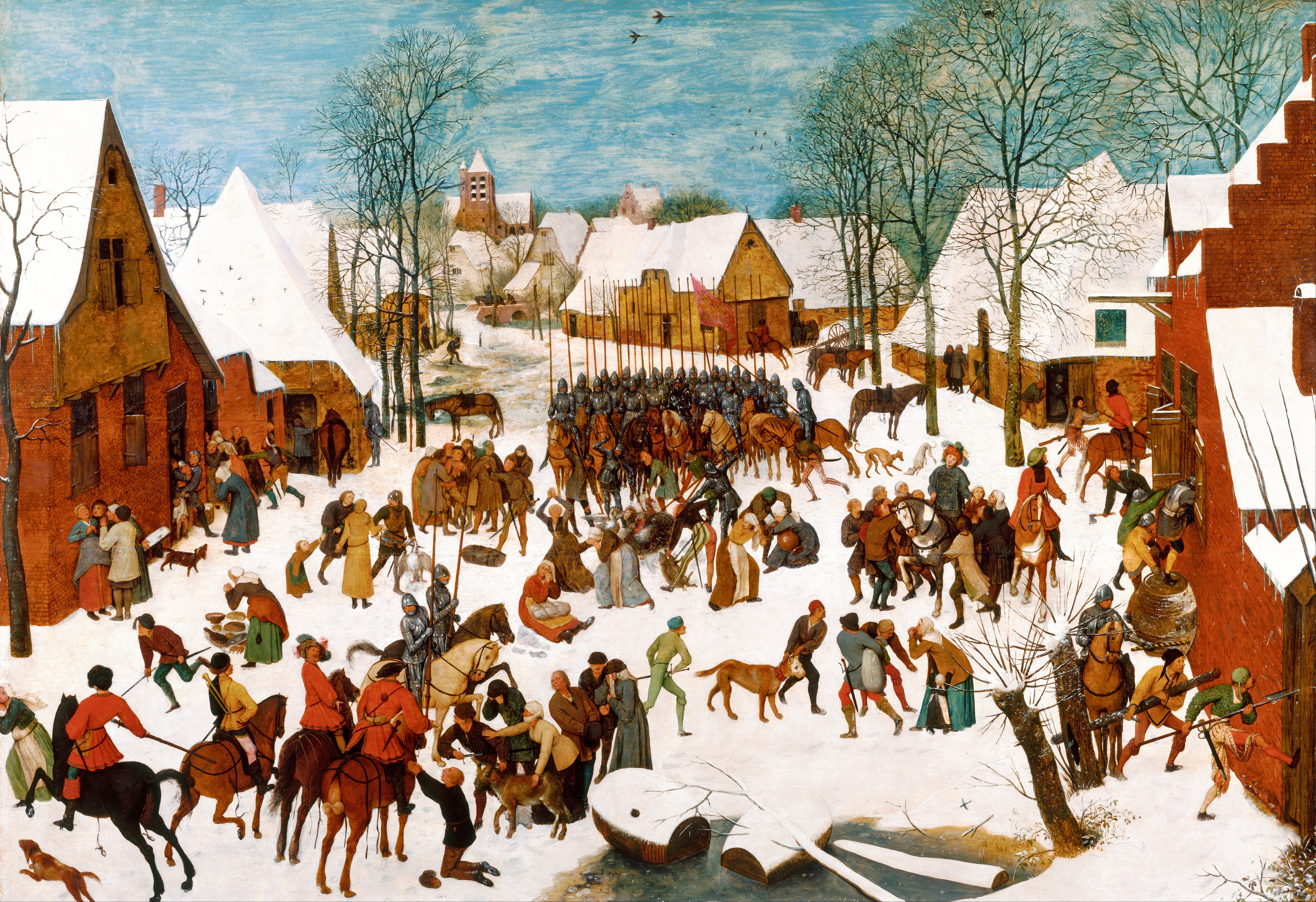
Pieter Brueghel den äldres Barnamorden i Betlehem (1565–1566), Kunsthistorisches Museum i Wien
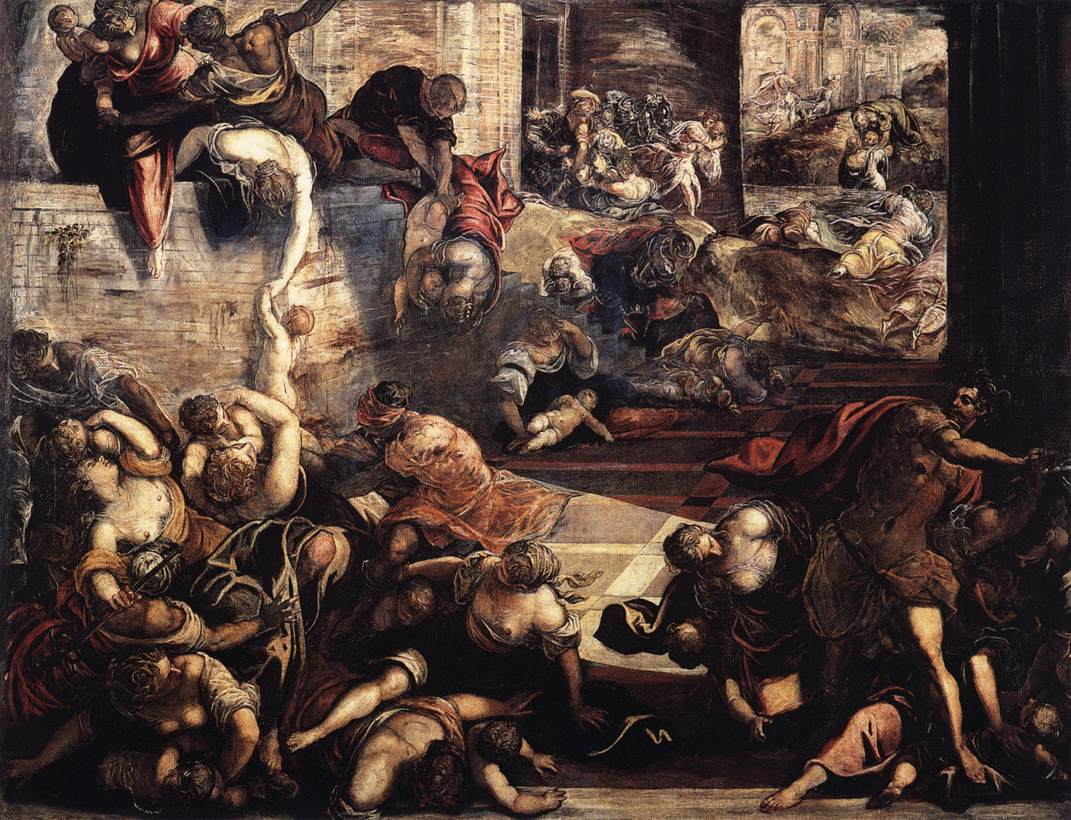
Tintoretto (1580-talet), Scuola Grande di San Rocco i Venedig.
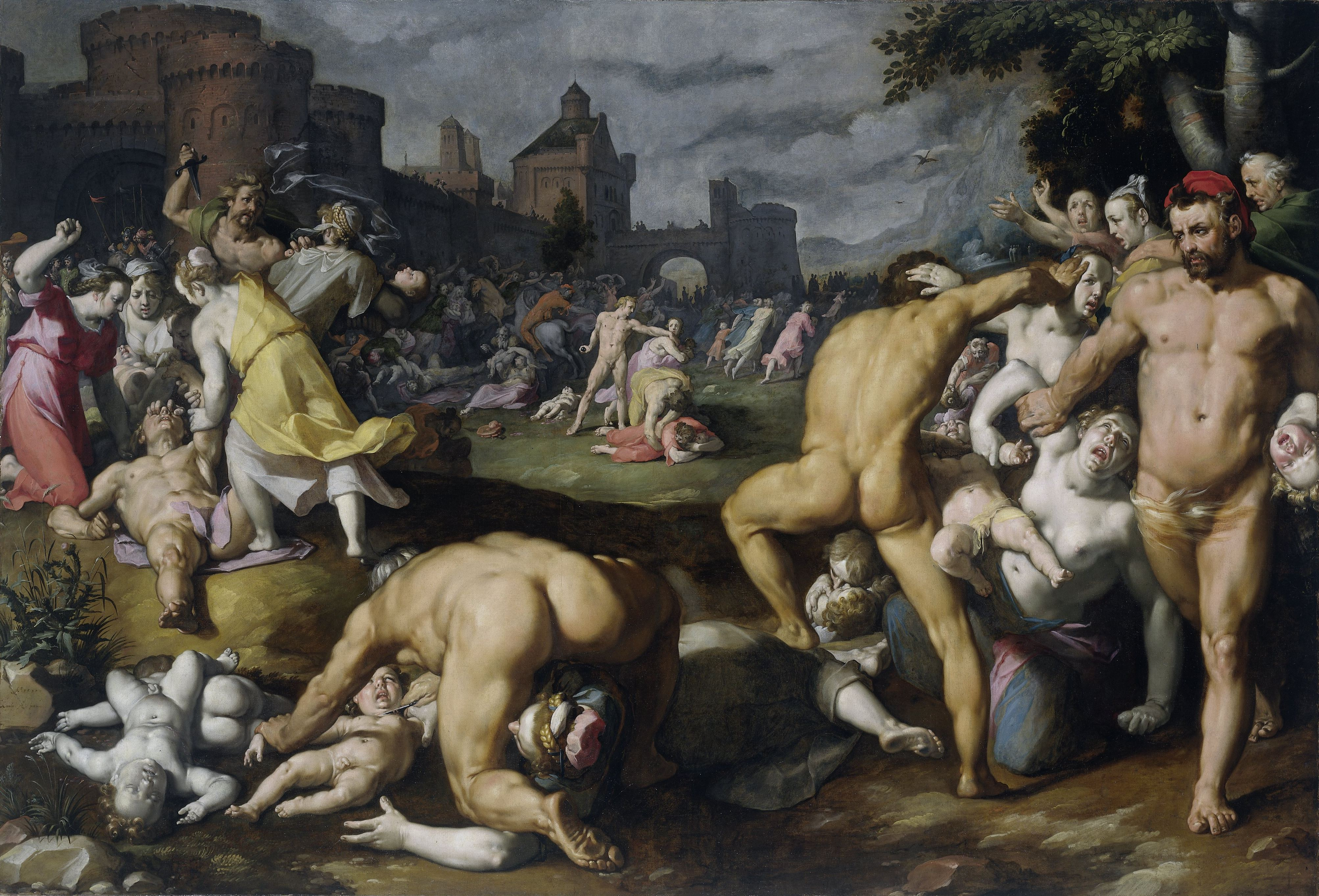
Cornelis van Haarlem (1590), Rijksmuseum
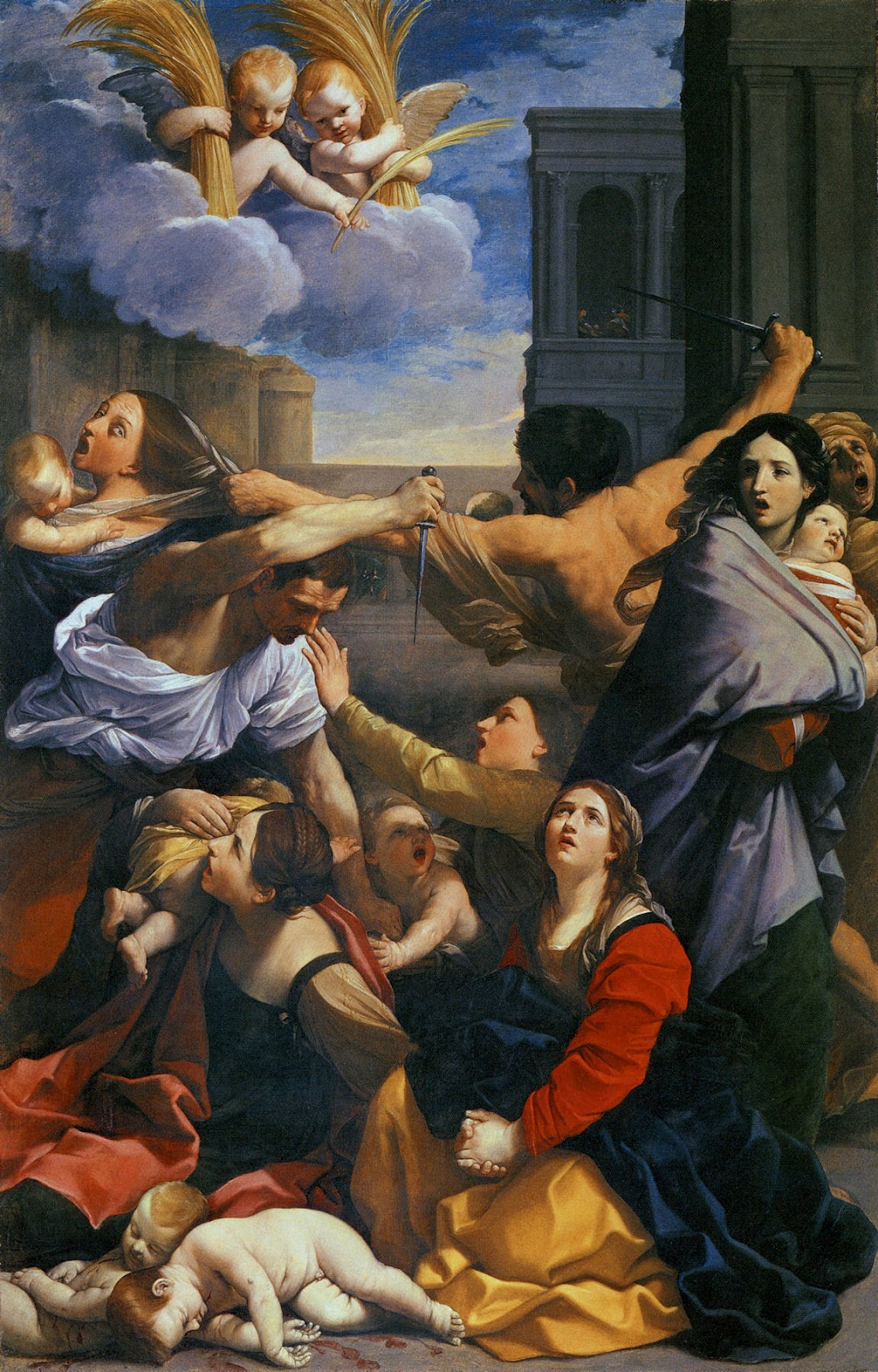
Guido Reni (1611), Pinacoteca Nazionale di Bologna i Bologna.
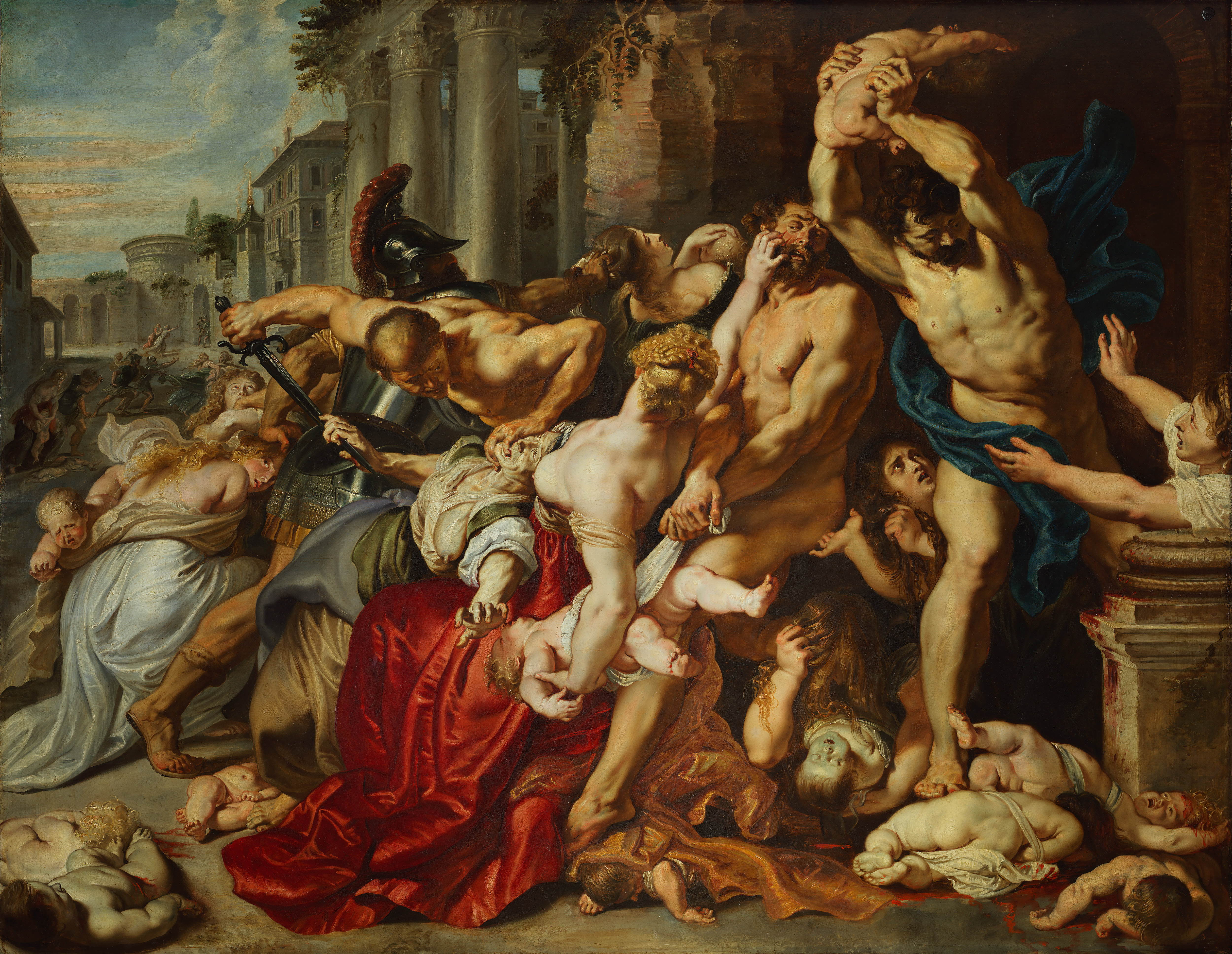
Peter Paul Rubens, Barnamorden i Betlehem (1611–1612), Art Gallery of Ontario i Toronto.
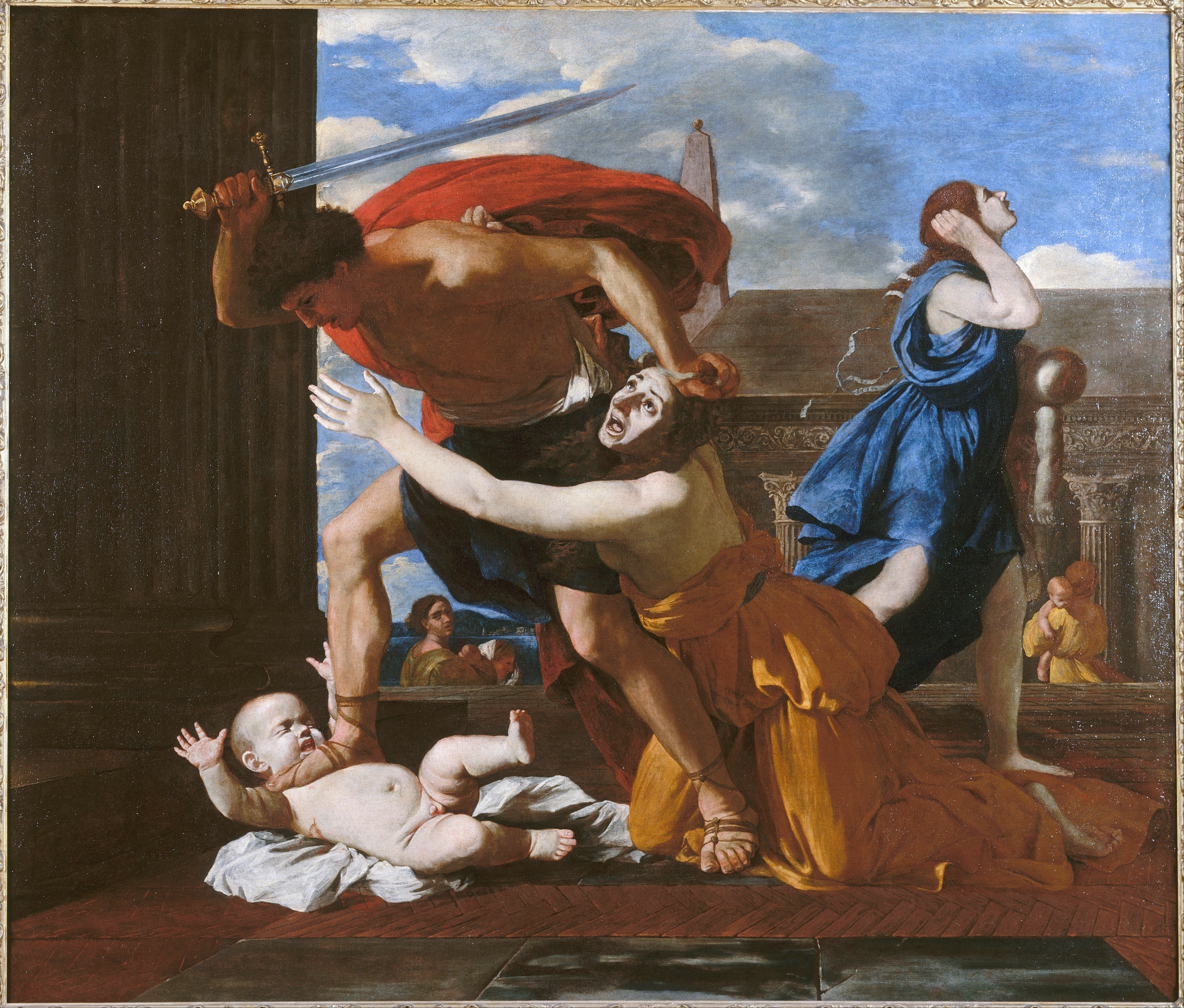
Nicolas Poussins Barnamorden i Betlehem (1625–1629), Musée Condé.
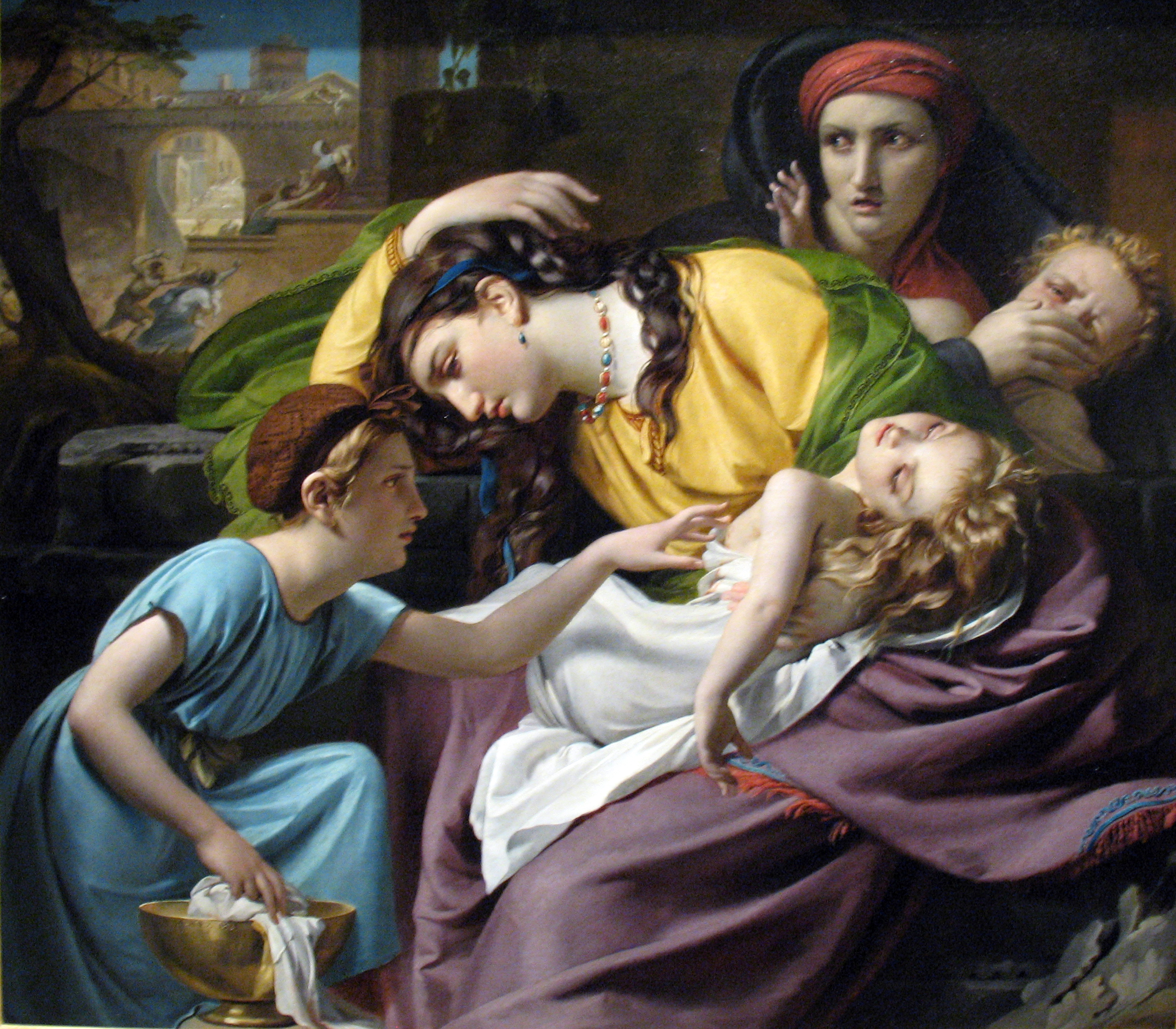
François-Joseph Navez (1824), privat ägo.